# Mark Buford
Pour les articles homonymes, voir Buford.
Mark Buford, né le 8 octobre 1970, à Memphis, au Tennessee, est un ancien joueur américain de basket-ball. Il évolue au poste d'ailier fort.